# 贝格 (下奥地利州)
贝格是奥地利下奥地利州莱塔河畔布鲁克县的一个市镇。总面积9.47平方公里，总人口685人，人口密度72.3人/平方公里（2005年）。